# Liste der Bürgermeister von Plau am See
Die nachfolgenden Listen benennen die Bürgermeister der Stadt Plau vom 13. Jahrhundert bis heute. Die Angaben zu den frühen Bürgermeistern basieren im Wesentlichen auf den Daten, die in der Mitte des 19. Jahrhunderts von Senator Johann Schultetus (1786–1869) zusammengetragen wurden. Erweitert wird die Liste durch Forschungen der ehemaligen Stadtarchivarin Heidemarie Ruchhöft und ihrem Sohn Bernd Ruchhöft.

## Geschichte
Seit ihrer Gründung in den 1220er Jahren vertrat ein Gremium von Ratsherren (Magistrat) die Geschicke der Stadt. In der Zeit ab etwa Ende des 14. Jahrhunderts bis zur Verabschiedung eines neuen Stadtreglements 1791 gab es zwei aus den Reihen der Ratsherren gewählte Bürgermeister, die sich in der Amtsführung (1. Bürgermeister / 2. Bürgermeister) abwechselten. Daher überschneiden sich im Folgenden teilweise die Amtszeiten. Anfangs basieren die Angaben auf einzelnen Nennungen, ab 1717 sind die Amtszeiten weitgehend belegt. Neben den Bürgermeistern bildeten bis zu acht Ratsverwandte, auch Viertelsmänner (nach den Stadtvierteln, erstmals 1574) genannt, sowie später zwei Rathmänner und ein Stadtsekretär den Magistrat.
Zum Beispiel sind in einer Aufstellung vom 6. Dezember 1609 als Viertelsmänner genannt:
- „Newen Stadtsche Viernteil“: Jacob Reineke und Enoch Kussow (44 1/2 Häuser und 3 Buden)
- „Eldentorsche Vierenteil“: Claus Kostall und Pawel Dobbertin (44 Häuser und 2 Buden)
- „Steindorsche Viernteil“: Hans Malchow und Hans Plagemann (44 Häuser und 26 Buden)
- „Borchstraßen Viernteil“: Jurgen Hinzpeter und Claus Reddelin (44 1/2 Häuser und 12 Buden)

Die Stadt hatte zu diesem Zeitpunkt innerhalb der Stadtmauern 177 „richtige“ Wohnhäuser und 43 Buden. In der Annahme, dass durchschnittlich etwa 8 Personen in einem Haus wohnten, kann die Einwohnerzahl auf etwa 1500 bis 1700 Personen geschätzt werden.
Einen Bürgerausschuss gab es erst in späteren Zeiten. So wurden für diesen am 12. Februar 1725 zusätzlich zu den Viertelsmännern aus jedem Stadtviertel weitere je 6 Bürger, insgesamt 24, gewählt. Diese Zahl reduzierte sich bis 1764 auf 12, danach auf 8.
Bis 1756 galt das Selbstverwaltungsrecht, dann mussten die Bürgermeister, da sie in der Regel auch das Amt des Stadtrichters ausübten, ein juristisches Examen nachweisen. Ihre Berufung und gegebenenfalls auch Abberufung erfolgte nun nach herzoglicher Bestätigung durch die Landesregierung. Aus diesem Grunde kamen sie mit wenigen Ausnahmen auch nicht mehr aus den Reihen der eigenen Bürgerschaft.
Am 14. Februar 1833 bestätigte Großherzog Friedrich Franz I. die „Ordnung für die Stadt Plau“, die bis zum 30. September 1919 in Kraft blieb. Diese schrieb neben zahlreichen weiteren Regelungen fest: „An der Spitze der Stadtverwaltung steht der Magistrat, der aus einem Bürgermeister, zwei ordentlichen Rathmännern und einem Secretair zusammengesetzt sein muß.“ Bürgermeister und Stadtsekretär wurden vom Landesherren bestimmt, die Ratmänner von einem auf sechs Jahre gewählten Bürgerausschuss aus 12 Repräsentanten der Bürgerschaft gewählt. Für jeden Ratmann mussten drei Kandidaten zur Wahl stehen. Von den zwölf Mitgliedern des Bürgerausschusses waren fünf Ackerbürger, die anderen sieben Kaufleute und Handwerker. Sie wählten unter sich einen Wortführer (Bürgerworthalter). Zum Kreis der Stadtverwaltung gehörte seit spätestens 1765 noch die besonders verantwortungsvolle Stelle eines Kämmereiberechners. Dieser hatte bei Amtsantritt 1.000 Taler Kaution zu hinterlegen.
Von 1919 bis 1945 bildeten der Bürgermeister, zwei Stadträte und 15 Stadtvertreter den nun „Rat der Stadt“ bezeichneten Magistrat. 1946 waren es 19 Stadtvertreter (10 CDU und 9 SED).

## Magistrat im 13. und 14. Jahrhundert
Aus der Zeit der Stadtgründung bis ins 14. Jahrhundert sind als Unterzeichner von Urkunden lediglich Mitglieder des Magistrates namentlich bekannt.
| Name | urkundliche Nennung | Bemerkungen |
| --- | ------------------- | --- |
| - Albertus Gese - Bartoldus - Otbertus - Wilkinus - Arnoldus de Semuel - Reibertus de Critzow - Johannes de Gudow | 1255                | „Der Fürst Pribislav von Richenberg giebt der Stadt Plau die Freiheit, von den Dörfern Quetzin, Grapentin, Gardin und Gedin zu ihren Bedürfnissen zu kaufen, und erlässt ihr für diesen Fall den auf diesen Gütern ruhenden Rossdienst, giebt ihr auch die Freiheit, von dem Dorfe (Plauer -) Hagen zu kaufen.“ |
| - Albertus - Petrus - Johannes de Gudow | 1259                | „Der Fürst Nicolaus I. von Werle bezeugt, dass, nachdem die Stadt Plau von dem Ritter Johann von Schnakenburg das Dorf Slapsow gekauft hatte, dieser die Befreiung von dem Bischofszehnten, den der Bischof Rudolf von Schwerin von diesem Dorfe in Anspruch genommen, dargethan habe.“ |
| - Johannes Marlow - Hinricus Albus (Witte) - Johannes de Monte (vom Berge) - Hechardus de Brunswic - Johannes Viltere (Filter) - Volcmarus - Hinricus - Hugo - Hermannus Burow                                             | 1288                | „Nikolaus, Fürst von Werle, spricht die Stad Plau für eine erlegte Geldsumme wegen aller Uebergriffe derselben frei und bestätigt ihr alle Privilegien.“ |
| - Tidericus - Johannes de Monte - junior Marlow - Godfridus de Goldberch - Albertus de Mallchow - Wernerus de Burow - Bernardus de Malchow - Tidericus de Brusewitz                                                        | 1293                | „Der schweriner Domdechant und plauer Archidiakonus Johann bezeugt, dass, nachdem die Stadt Plau beschlossen habe, die Dörfer Grapentin und Gedin zu der Stadtfeldmark und den Bürgerhäusern zu legen, und da durch das Legen der Bauern die Pfarre Einkünfte verlieren würde, die Stadt, unter Zustimmung des Fürsten Nicolaus II. von Werle, die Pfarre dadurch entschädigt habe, dass sie ihr Grund und Boden zur Vergrösserung des Pfarrhofes, 5 Morgen Acker, einen Hopfengarten und verhältnissmässige Theilnahme an Weide und Mast abgetreten.“ |
| - Hynricus Niger Clericus (Swartepape) - Johannes Marlow | 1295                | „Nikolaus, Fürst von Werle, bestätigt dem Kloster Rühn das Patronat der Kirchen zu Frauenmark (bei Parchim) und Severin, nachdem in dem Brande des Klosters mehrere Privilegien desselben verloren gegangen sind.“ |
| - Thidericus Viltere (Dietrich Filter) - Hermannus Burowe - Everardus Sartor - Johannes de Monte - Johannes Dives - Mathias Crullig - Heinricus de Molendino - Heinricus Hillegeman - Nicolaus Niger Clericus (Swartepape) | 1299                | „Der Fürst Nicolaus von Werle schenkt der Stadt Plau das Eigenthum an allen ihren Ländereien und erlässt ihr einen auf denselben ruhenden Rossdienst und die Lieferung von einem Pfund Pfeffer.“ |
| - Niclaws Vildhyder - Everdt Schroder - Olrick von der Molen - Reinerdt Burow - Herman Schomaker - Berndt Brun - Hinrick van Karow - Reinerdt Sannus                                                                       | 1307                | „Der Rath der Stadt Plau ertheilt den Fischern daselbst eine Zunftordnung.“ |

## Bürgermeister bis 1789
| Name                                      | Amtszeit                  | Bemerkungen |
| ----------------------------------------- | ------------------------- | --- |
| Hans Lorenz                               | (1370) / 1396             | Vetter des Johann Lorenz – gemeinsam stifteten sie am 8. September 1370 die Einnahmen eines Bauernhofes in Barkow zugunsten des St.-Georg-Hospitals in Plau.                                                            |
| - Meineke Bleise - Heinrich Flügge        | 1442                      | gemeinsam genannt als Burgemeister und Rathmann |
| Nikolaus Leppin (≈1444–1541)              | 1509 / 1541               | Leppin starb im hohen Alter von 97 Jahren. |
| Joachim Kröger                            | 1531 / 1546               | (auch Achim Krüger) |
| Klaus Dowerheet (≈1505–1562)              | 1550 / 1562               | (auch Nicolaus Dauerhodt) 1522 an der Universität Rostock immatrikuliert |
| Sebastian Gildehoff (≈1504–1556)          | (1556)?                   | 1519 an der Universität Rostock immatrikuliert, 1528/31 Stadtsekretär, Ratsherr, als Stadtschreiber 1553 Verfasser eines für Plau historisch wertvollen Urkundenbuches, er wurde jedoch anscheinend nicht Bürgermeister |
| Peter Schulz (Schulten)                   | 1558 / 1571               | 1546 Ratsherr |
| Jacob Leppin († 1588)                     | 1563–1588                 | spätestens seit 1550 Ratsherr |
| Jochim Hingst († 1578)                    | 1563–1578                 | aus einer estnischen Familie, seit 1541 Kirchenökonom in Plau, spätestens 1556 Stadtvogt und Ratsherr, ab 1563 Bürgermeister abwechselnd mit Jacob Leppin                                                               |
| Martin Frank († 1614)                     | ?                         | 1564 Ratsherr, Amtszeiten als Bürgermeister nicht belegt |
| Johannes Leppin (≈1530–≈1595)             | bis um 1580               | 1546 an der Universität Rostock immatrikuliert, seit vor 1563 Kirchenökonom in Plau, 1565 Stadtvogt, 1579 oder 1581 seines Amtes enthoben                                                                               |
| Joachim Thurmann                          | 1569, 1576                | Sohn des Plauer Rektors Christian Thurmann |
| Joachim Klinge (1535–1607)                | 1574–1607                 | 1555 an der Universität Rostock immatrikuliert |
| Matthias Franck (≈1553–1638)              | 1592 / 1638               | 1569 an der Universität Rostock immatrikuliert, auch Stadtkämmerer und Stadtschreiber, gestorben an der Pest des Jahres 1638                                                                                            |
| Christian Thurmann (≈1544–1613)           | 1601–1613                 | 1560 an der Universität Rostock immatrikuliert, seit vor 1581 Kirchenökonom in Plau, 1582 Ratsherr, 1586–1601 Vogt in Grevesmühlen, dann Bürgermeister in Plau                                                          |
| Albrecht Hingst († 1619)                  | 1613–1619                 | auch Albert Hengst, (vor) 1596 Ratsherr, ab 1613 Bürgermeister |
| Jacob Turow (≈1570–1638)                  | 1613–1638                 | 1587 an der Universität Rostock immatrikuliert, spätestens 1601 Ratsherr in Plau, ab 1613 Bürgermeister |
| Samuel Kenast (≈1570–1638)                | 1617 / 1633               | 1603 erstmals als Ratsherr erwähnt, spätestens 1617 zeitweise auch Bürgermeister, starb während der Pestepidemie 1638                                                                                                   |
| Jacob (Andreas?) Thurmann († 1645)        | 1626 / 1635               | ab 1613 als Ratsherr genannt, 1626 Bürgermeister |
| Paul Kohl                                 | um 1639                   | spätestens 1617 Ratsherr, er versuchte am 23. April 1639 als Bürgermeister vergeblich, den Hauptmann der kaiserlichen Truppen Erasmus Warasiner mit Geld zum Abzug aus der von diesen besetzten Festung Plau zu bewegen |
| Michael (Martin) Frank                    | 1639, 1645–1651           | 1639 zusammen mit Paul Kohl genannt |
| Friedrich Andreas († 1676)                | 1650 / 1674               | auch Andrees, Kirchenökonom in Plau, 1650 erstmals auch als Bürgermeister genannt, dann bis 1674 mehrfach |
| Jacob Dobbertin (≈1602–≈1678)             | 1657–1678                 | |
| Joachim Ahnsel                            | 1677?                     | Apotheker, spätestens 1657 Ratsherr in Plau, Nennung als Bürgermeister 1677 unklar |
| Andreas/Andrew Spalding (1590–1679)       | bis 1679                  | 1620 mit seinem Vater George als Händler aus Schottland nach Plau gekommen, 1650 Ratsherr, später Bürgermeister |
| Johannes Schultz                          | 1681–20.03.1704           | nach mehr als 10 Jahren Abwesenheit (Grund nicht bekannt), legte Schultz am 20. März 1704 sein Amt durch schriftliche Erklärung nieder                                                                                  |
| Johann Spalding (1631−≈1708)              | 1683 / 1704               | Sohn von Andreas Spalding, Nennung als Bürgermeister zwischen 1683 und 1704 |
| Johann Curt († 1735)                      | bis 1733                  | 1683 als Ratsherr und Stadtsekretär genannt, legte sein Bürgermeisteramt 1733 aus Altersgründen nieder |
| Christoph Gabriel Heenemeyer (≈1644–1718) | 1702–1718                 | 1679 erstmals als Ratsherr genannt, spätestens 1702 Bürgermeister |
| Georg Jordan d. Ä. (≈1652–1734)           | ?                         | 1679 Stadtvogt, 1704 Stadtrichter, unklar ob auch Bürgermeister |
| Georg Jordan d. J. (≈1680–1751)           | 1717–1734                 | 1700 an der Universität Rostock immatrikuliert, „resignierte“ als Bürgermeister zu Ostern 1734 kurz nach dem Tod seines Vaters                                                                                          |
| Christoph Hinrich Hane (≈1695–1773)       | 1732–1734 1736–16.03.1757 | Pastorensohn aus Belitz, Jurastudium, seit 1721 Ratsherr, legte 1757 sein Bürgermeisteramt nieder |
| Wilhelm Spalding sen. (≈1656–1736)        | 03.05.1734–1736           | 1704 als Kaufmann genannt, seit 1708 Ratsherr |
| Joachim Kölpin (≈1690–1748)               | 1734–25.11.1748           | 1708 an der Universität Rostock immatrikuliert |
| Thomas Joachim Kölpin (≈1723–1764)        | 1749–1764                 | Sohn des Vorhergehenden, 1741 an der Universität Rostock immatrikuliert |
| Heinrich Julius Hesse (≈1690–1757)        | 1757                      | Postmeister, ab 1721 Ratsherr, 28. Juni 1757 Bürgermeister, starb bereits wenig später |
| Paschen Heinrich Hane (1702–1791)         | 28.06.1757–21.05.1791     | Ratsherr seit 3. Januar 1749, 28. Juni 1757 2. Bürgermeister, kurz darauf nach Tod von Hesse 1. Bürgermeister, nach seinem Tod gab es nur noch einen amtierenden Bürgermeister                                          |
| Heinrich Daniel Schultz                   | __.08.1760–31.12.1764     | Notar aus Güstrow, im August 1760 als erster von der mecklenburgischen Regierung bestimmter Bürgermeister eingeführt, wurde zu Ende 1764 wegen Nachlässigkeit „seines Amtes entsetzt“                                   |
| Johann Ludwig Fritsch (≈1723–1789)        | 01.01.1765–22.04.1789     | 1741 an der Universität Rostock immatrikuliert, vor seiner Einsetzung Notar in Lübz |

## Bürgermeister 1789 bis 1945
| Name                                | Amtszeit              | Bemerkungen |
| ----------------------------------- | --------------------- | --- |
| Adolph Friedrich Baetke (1765–1821) | 19.10.1789–07.02.1821 | aus Güstrow, 1784 an der Universität Bützow immatrikuliert |
| Vollrath Rothbart (1782–1846)       | 13.06.1821–06.02.1833 | Sohn eines Grobschmieds aus Parchim, 1801 an der Universität Rostock immatrikuliert, gab sein Amt auf, um im Februar 1833 eine Advokatskanzlei in Rostock zu eröffnen |
| August Wendt (1805–1848)            | 22.04.1833–31.03.1838 | aus Ludwigslust stammend, 1838 in die großherzogliche Regierung berufen, 1842 Hofrat |
| August Ehlers (1795–1879)           | 25.05.1838–Juni 1842  | aus Bützow (geboren in Schwerin), 1813 an der Universität Rostock immatrikuliert, Angehöriger des Corps Rostochia. 1842 in den Staatsdienst berufen, 1858 Oberinspektor an der Strafanstalt Bützow-Dreibergen |
| Ferdinand Klitzing (1807–1883)      | 21.07.1842–29.04.1883 | aus Rostock, 1827 an der Universität Rostock immatrikuliert, promovierte als Jurist, 1867 Hofrat |
| Gustav Holldorff (1850–1898)        | 02.10.1883–30.03.1891 | aus Röbel, Jurastudium in Leipzig, Berlin, Heidelberg und Rostock, 1879–1883 Bürgermeister in Tessin bei Rostock, 1891 Berufung in das Innenministerium nach Schwerin |
| Adolf Frick (1848–1916)             | 01.04.1891–08.11.1916 | aus Rostock, Jurastudium in Leipzig, München und Rostock, promovierter Jurist, 1881–1891 Bürgermeister in Neubukow, seit 1907 Mitglied im Verein für Mecklenburgische Geschichte und Altertumskunde, 1916 Hofrat |
| Vakanz                              | 09.11.1916–30.09.1919 | |
| Friedrich Arendt (1880–1938)        | 01.10.1919–30.09.1930 | aus Elberfeld, Jurastudium in Berlin, München und Rostock |
| Wilhelm Müller (1902–1956)          | 15.11.1930–28.02.1933 | aus Parchim, Jurastudium in Rostock, Berlin und München, 1933 als Bürgermeister nach Ludwigslust |
| Harald König                        | 01.03.1933–04.04.1937 | aus Hamburg, erster NSDAP-Bürgermeister in Plau, 1937 nach Grevesmühlen versetzt |
| Cletus Schöffler (1894–1957)        | 05.04.1937–08.04.1939 | seit 1931 Vorsitzender der NSDAP-Ortsgruppe Plau, 1933 Stadtrat, strenger NS-Agitator, 5. April 1937 kommissarischer Bürgermeister, gewählt am 30. Juni, Amtseinführung am 13. August, 25. Mai 1939 zum Bürgermeister in Brüel gewählt, dann aber als ungeeignet nicht ins Amt eingeführt, stattdessen bis 1945 nach Dombrau (Schlesien) |
| Helmut Sieker                       | 23.06.1939–03.05.1945 | NSDAP, 1933 Stadtrat, spätestens Anfang 1940 als Freiwilliger im Krieg, Amtsvertretung durch Adolf Schüner |

## Bürgermeister seit 1945
| Name                              | Amtszeit              | Partei              | Bemerkungen |
| --------------------------------- | --------------------- | ------------------- | --- |
| Wilhelm Haase (1884–1977)         | 03.05.1945–11.05.1945 | parteilos           | Stadtsekretär Haase wurde wegen früherer Mitgliedschaft in der NSDAP nach wenigen Tagen von der sowjetischen Kommandantur wieder des Amtes enthoben. |
| Willy Günther (1901–1957)         | 12.05.1945–26.09.1946 | KPD / SED           | Fischer Günther musste sein Amt wegen fehlender Mehrheit seiner Partei im Magistrat abgeben. Er wurde 1947 erneut gewählt. |
| Hugo Köppen (1880–1954)           | (27.09.1946)          | CDU                 | Finanzsekretär Die Wahl Köppens zum Bürgermeister wurde nicht anerkannt, da diese nicht auf der Tagesordnung der Magistratssitzung stand. Köppen stand auch in Kritik wegen seiner Beziehungen nach China mit Verbindungen zu Chiang Kai-shek. Als sich die Mitglieder der CDU-Ortsgruppe weigerten, die führende Rolle der SED anzuerkennen, wurde auch Köppen verhaftet. Er starb nach körperlichen und seelischen Misshandlungen im Haftkrankenhaus Leipzig.                                                                               |
| Walter Rentzow (1896–1968)        | 12.11.1946–31.12.1946 | CDU                 | Mühlenbesitzer Rentzow wurde einen Tag nach der gescheiterten Wahl von Hugo Köppen durch die CDU zur Wahl gestellt. Politisch unerfahren war er dem Amt nicht gewachsen und wurde zum 1. Januar 1947 suspendiert. Er trat am 17. Januar 1947 zurück. |
| Willy Günther                     | 12.04.1947–03.08.1948 | SED                 | Fischer Er war nach seiner kurzen Amtszeit 1946 (siehe oben) seit Januar 1947 kommissarischer Bürgermeister. Die Wahl erfolgte am 7. Februar, die Amtseinführung am 12. April. |
| Carl Lepsow (1901–1990)           | 01.09.1948–18.12.1950 | SED                 | Sägereiarbeiter Lepsows Wahl erfolgte am 12. August 1948, die Amtseinführung am 1. September. |
| Erwin Meißler (* 1926)            | 02.01.1951–31.12.1953 | NDPD                | Vermessungstechniker Meißler war mit knapp 25 Jahren jüngster aller Plauer Bürgermeister. Seine Wahl für die FDJ erfolgte am 19. Dezember 1950. Nach drei Jahren wurde Meißler verabschiedet, er war dem Amt in politisch bewegter Zeit letztendlich nicht gewachsen. |
| Ernst Schwanbeck (1896–1988)      | 08.01.1954–30.04.1959 | NDPD                | Mühlenbauer |
| Jonni Bünger (1910–1963)          | 29.05.1959–02.01.1963 | NDPD                | Schriftsetzer Bünger starb während seiner Amtszeit am 2. Januar 1963. |
| Fritz Graap (1912–2006)           | 02.04.1963–30.11.1977 | NDPD                | Gärtner Graap war der erste nach 1945 gewählte Bürgermeister, der bis zum Eintritt ins Rentenalter im Amt blieb. |
| Erhard Scheel (1932–1979)         | 01.01.1978–05.03.1979 | NDPD                | Landschaftsgärtner Scheel starb nach nur wenig mehr als einem Jahr im Amt. |
| Klaus Bendel (* 1941)             | 20.06.1979–17.11.1983 | NDPD                | Bauingenieur Bendel war bei der damaligen ZBO (Zwischengenossenschaftliche Bauorganisation) in Retzow tätig. Er wechselte nach vier Jahren in den Rat des Kreises Lübz. Von 2002 bis 2014 war Bendel Bürgervorsteher der Stadt Plau am See. |
| Manfred Kruse (* 1948)            | 01.01.1984–06.05.1990 | NDPD                | Diplomlehrer für Mathematik und Physik Bei der ersten demokratischen Kommunalwahl am 6. Mai 1990 mit hoher (oder höchster) Stimmenzahl in die Stadtverordnetenversammlung gewählt, trat Kruse zur Bürgermeisterwahl aus persönlichen Gründen nicht an. Er war zunächst verantwortlich für den Aufbau eines Wirtschaftsseminars im Herrenhaus Karow. Bis 1995 blieb er Stadtvertreter und Fraktionsvorsitzender der FDP-Fraktion. Nach seinem Dienstantritt als Amtsleiter legte er sein Mandat nieder.                                        |
| Axel Tohtz (1939–2022)            | 01.08.1990–31.07.1994 | parteilos, dann CDU | Promovierter Tierarzt in der Pelztierfarm Appelburg Tohtz wurde Bürgermeister durch Mandat auf der Wahlliste der CDU, die jedoch bei der Kommunalwahl am 4. Juli 1994 ihre Mehrheit verlor, obwohl Tohtz bei der Wahl die höchste Einzelstimmenzahl bekam. Da er nicht weiter Bürgermeister bleiben konnte, nahm er aus persönlichen Gründen auch das Stadtverordnetenmandat nicht an. Von 2007 bis 2018 war Tohtz Vorsitzender des Fördervereins St. Marien e. V., der sich für die schrittweise Sanierung der Plauer Marienkirche einsetzt. |
| Hans-Heinrich Jarchow (1955–2020) | 01.08.1994–03.07.2001 | SPD                 | Dipl.-Ing. für Landtechnik, Mitglied des Landtages Jarchow wurde nach der Kommunalwahl vom 4. Juli 1994 durch die Landes-SPD als Bürgermeisterkandidat vorgeschlagen und von der Stadtvertretermehrheit in das Amt gewählt. In seiner Amtszeit wurde die Wahlperiode auf sieben Jahre verlängert. Jarchow unterlag 2001 bei der ersten Bürgermeister-Direktwahl im zweiten Wahlgang (Stichwahl) seinem Nachfolger. Er war vielfältig kirchlich engagiert.                                                                                     |
| Norbert Reier (* 1953)            | 04.07.2001–01.2022    | Die Linke           | Dipl.-Agraringenieur, Landwirt Reier wurde nach seiner Direktwahl in einer einzigartigen „kommunalen Koalition“ von der CDU-Mehrheit in der Stadtvertretung getragen. Nach der ersten Wahlperiode wurde er 2008 ohne Gegenkandidaten wiedergewählt und am 26. April 2015 mit 62,9 Prozent der gültigen Stimmen erneut im Amt bestätigt. Bei der um ein Jahr vorgezogenen Bürgermeisterwahl am 26. September 2021 trat er aus Altersgründen nicht mehr an.                                                                                     |
| Sven Hoffmeister (* 1982)         | ab 2022               | CDU                 | Bankbetriebswirt Hoffmeister wurde in der Bürgermeisterstichwahl am 10. Oktober 2021 mit 58,7 Prozent der gültigen Stimmen für eine Amtszeit von sieben Jahren gewählt. |